# О пропавших без вести
«О пропавших без вести» (англ. Of Missing Persons) — научно-фантастический рассказ американского писателя Джека Финнея. Впервые опубликован в 1955 году. Переводы на русский язык — З. Бобырь, В. Бабкова.

## Сюжет
События происходят в наши дни. Главный герой случайно узнаёт, что в Нью-Йорке одна маленькая туристическая фирма предлагает некоторым клиентам, в очень завуалированном виде, на уровне шутки, путешествие «в один конец» в другую звёздную систему — на планету Верна. Согласно красочным рекламным проспектам и рассказам менеджера, люди там живут в мире, где окружающая среда не испорчена негативным воздействием цивилизации, а общество лишено социальных и экономических проблем, делающих многих жителей Земли несчастными. Если клиент говорит, что верит в эту информацию и хочет немедленно туда отправиться, ему предлагают купить билет, заплатив все деньги, которые есть у него с собой, и ожидать посадки в старенький автобус. Через несколько часов пути, главный герой и остальные пассажиры автобуса оказываются где-то в сельской местности, их размещают на скамейке в пустом сарае без окон, закрывают двери и предлагают подождать. Но внезапно главный герой решает, что он стал жертвой мошенников. Он отодвигает тяжёлую дверь и выскакивает наружу. Обернувшись, чтобы позвать остальных, он вдруг увидел, что внутренность сарая озарилась вспышками света и прекрасными видами природы, которые он видел в рекламном проспекте. Когда он снова протиснулся в сарай, в нём было темно и пусто. В кармане у него был прокомпостированный билет на Верну, действительный только на этот день. 